# Sterling (Connecticut)
Sterling – miasto w Stanach Zjednoczonych, w stanie Connecticut, w hrabstwie Windham.